# 第9号交响曲 (布鲁克纳)
D小调第9号交响曲，目錄第109號，是布鲁克纳最后一首交响曲。本曲有三樂章已完成，第四樂章在布魯克納去世（1896年）之前仍未完成。作曲家将此曲“献给敬爱的上帝”（德語：dem lieben Gott）。在费迪南德·洛维的指挥下，此曲于1903年在维也纳首演。

## 分析
1. 莊嚴，神秘的
2. 熱烈、感性的谐谑曲
3. 莊嚴、緩慢的柔板
4. 神秘的，和不要快速的
此樂章有部分散失。
您的浏览器不支持播放音频。您可以下载音频文件。
您的浏览器不支持播放音频。您可以下载音频文件。

## 補作
本曲第四乐章的配器未完成，威廉·卡拉迦、格尔德·夏勒、約翰·菲利普斯（英語：John Phillips）、賽巴斯蒂安·賴託卡特（英語：Sebestian Letocart）等人用布魯克納的手稿及未完成的總譜，把此樂章补完。目前大部分指揮如傑利畢達克、伯恩斯坦、佩多高斯基等只會奏前三樂章，有部分指揮如西蒙·拉特尔、伊利亞胡·殷巴爾等就會奏四個樂章。
第四樂章補筆版有多個版本，當中以SPCM版本（2012和2021版本)、卡拉迦版本、夏勒版本和賴託卡特版本為最著名。
布魯克納曾表示以讚美頌（Te Deum）作為此曲的終曲，但因調性、樂器使用等問題而未有採用。

## 商業錄音

### 四樂章版
- 庫特·艾希霍恩指揮林茲布魯克納管弦樂團，1995年
- 尼古劳斯·哈农库特指揮维也纳爱乐乐团，2003年
- Peter Jan Marthe指揮European Philharmonic Orchestra，2006年
- Nicolas Couton指揮MAV Symphony Orchestra，2008年
- Gerd Schaller指揮Philharmonie Festiva，2011年
- 西蒙·拉特尔指揮柏林爱乐乐团，華納音樂，2012年

## 外部連結
- 布魯克納第9號交響曲：国际乐谱典藏计划上的乐谱
- 布魯克納:第九號交響曲與手稿(Bruckner Symphony No.9) （页面存档备份，存于）
- 布魯克納：第九號交響曲／第四樂章草稿與演奏版本比較(Bruckner Symphony No.9 Finale) （页面存档备份，存于）